# گروه پیستانا
گروه پیستانا (انگلیسی: Pestana Group) شرکت مهمان‌نوازی پرتغالی است، که در سال ۱۹۷۲ تأسیس شد.